# 白鼠玉螺
白鼠玉螺（学名：Polinices sebae），是异足目玉螺科无脐玉螺属的一种。主要分布于韩国、印度尼西亚、台湾，常栖息在浅海。